# Dos Aguas (kommunhuvudort)
Dos Aguas är en kommunhuvudort i Spanien.   Den ligger i provinsen Província de València och regionen Valencia, i den östra delen av landet, 280 km sydost om huvudstaden Madrid. Dos Aguas ligger 293 meter över havet och antalet invånare är 441.
Terrängen runt Dos Aguas är huvudsakligen kuperad. Dos Aguas ligger nere i en dal. Runt Dos Aguas är det mycket glesbefolkat, med 4 invånare per kvadratkilometer. Närmaste större samhälle är Buñol, 14,9 km norr om Dos Aguas. 